# Kristján Örn Kristjánsson
Kristján Örn Kristjánsson (Reykjavik, 25 de diciembre de 1997) es un jugador de balonmano islandés que juega de lateral derecho en el Skanderborg Aarhus Håndbold. Es internacional con la selección de balonmano de Islandia.

## Palmarés

### ÍB Vestmannaeyja
- Liga de Islandia de balonmano (1): 2018
- Copa de Islandia de balonmano (2): 2015, 2018

## Clubes
| Club                        | País      | Año         |
| --------------------------- | --------- | ----------- |
| ÍB Vestmannaeyja            | Islandia  | 2015 - 2020 |
| Pays d'Aix UCH              | Francia   | 2020 - 2024 |
| Skanderborg Aarhus Håndbold | Dinamarca | 2024 - Act. |